# Pokémon Club
Pokémon Club (posteriormente chamada de Pokémon Club Evolution) foi uma revista quinzenal publicada no Brasil, pela Conrad Editora. Foi lançada em agosto de 1999 e teve sua última publicação em julho de 2003.
Foi a revista oficial da franquia Pokémon no Brasil e teve seu primeiro exemplar lançado cerca de três meses após a chegada do anime no país, através da Record, que o exibia em seu programa infantil Eliana & Alegria. Seguindo o estilo de revistas do ramo da cultura pop, a publicação era voltada para o público infantil e continha passatempos, curiosidades e quadrinhos do chamado "mundo Pokémon".

## História
Lançada em agosto de 1999, a revista era comanda por Pablo Miyazawa, que também era editor-chefe da Nintendo World, revista lançada um ano antes, e tinha o projeto editorial creditado a Marcelo Del Greco, jornalista especializado na cultura geek (como quadrinhos, games, cinema e televisão), com passagem pela revista Herói, da editora ACME (que posteriormente se tornaria a Conrad), e por Erica Mizutani, atualmente artista plástica, que era responsável pela parte gráfica. Por ser uma revista oficial, os editores eram obrigados a seguir o guia de estilo da franquia e uma linha de aprovações. A Conrad enviava todo o material produzido para ser aprovado pela licenciante Exim, que por sua vez repassava para validação para a Nintendo of America, que por fim enviava para a Nintendo of Japan.
A primeira edição da Pokémon Club vendeu mais de 300 mil unidades e teve que ser reimpressa diversas vezes para que a demanda pudesse ser atendida. O sucesso fez com que a Shueisha, maior editora do Japão, conhecida pela publicação de mangás, liberasse a Conrad para realizar publicações de outros animes, como Os Cavaleiros do Zodíaco e Dragon Ball.
A edição 33 foi a última sob o nome original, tornando-se Pokémon Club Evolution a partir do exemplar seguinte. Na época, a publicação identificou que existiam dois públicos fãs de Pokémon: o do desenho animado e o dos jogos eletrônicos. Como o público da revista estava crescendo e cada vez mais interessado nos games da franquia, houve uma decisão editorial pela mudança de nome da revista.
O 87.º e último exemplar saiu em julho de 2003 e foi uma edição comemorativa de todo o trabalho feito pela Pokémon Club e Pokémon Club Evolution, mostrando todas as capas e marcos da revista. A saída da Nintendo do Brasil e o fato da animação não estar mais sendo transmitida em canal aberto foram apontados como fatores determinantes para o fim da publicação.